# Centrolophidae
I Centrolofidi (Centrolophidae) sono una famiglia di pesci scombriformi. Vivono nelle acque marine nelle regioni temperate e tropicali di tutto il mondo, ad eccezione di alcune zone interne dell'Oceano Indiano e del Pacifico centrale.

## Descrizione
Si tratta di pesci di medie dimensioni, appiattiti lateralmente. Hanno bocche piccole, ma che si estendono almeno fin sotto l'occhio, e denti piccoli e conici disposti in fila. Possiedono una pinna dorsale continua.

## Alimentazione e comportamento
I centrolofidi si nutrono generalmente di piccoli pesci, salpe, meduse, idrozoi e crostacei. Molte specie, soprattutto nelle fasi di vita giovanili, vivono in associazione con delle meduse, trovando riparo dai predatori presso il loro ombrello e approfittando dei loro avanzi di cibo per nutrirsi.

## Tassonomia
La famiglia contiene 31 specie suddivise in sette generi
- Genus Centrolophus
  - Centrolophus niger (Gmelin, 1789).
- Genere Hyperoglyphe
  - Hyperoglyphe antarctica (Carmichael, 1819).
  - Hyperoglyphe bythites (Ginsburg, 1954).
  - Hyperoglyphe japonica (Döderlein, 1884).
  - Hyperoglyphe macrophthalma (Miranda-Ribeiro, 1915).
  - Hyperoglyphe perciformis (Mitchill, 1818).
  - Hyperoglyphe pringlei (Smith, 1949). Icichthys lockingtoni
- Genus Icichthys

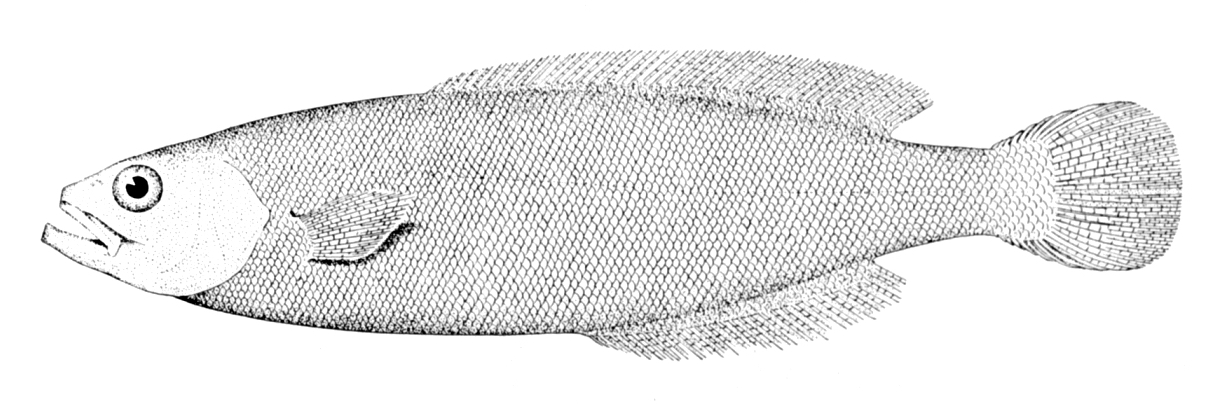
Icichthys lockingtoni

  - Icichthys australis Haedrich, 1966.
  - Icichthys lockingtoni Jordan & Gilbert, 1880.
- Genere Psenopsis
  - Psenopsis anomala (Temminck & Schlegel, 1844).
  - Psenopsis cyanea (Alcock, 1890).
  - Psenopsis humerosa Munro, 1958.
  - Psenopsis intermedia Piotrovsky, 1987.
  - Psenopsis obscura Haedrich, 1967.
  - Psenopsis shojimai Ochiai & Mori, 1965.
- Genere Schedophilus
  - Schedophilus griseolineatus (Norman, 1937).
  - Schedophilus haedrichi Chirichigno F., 1973.
  - Schedophilus huttoni (Waite, 1910).
  - Schedophilus maculatus Günther, 1860. Schedophilus medusophagus

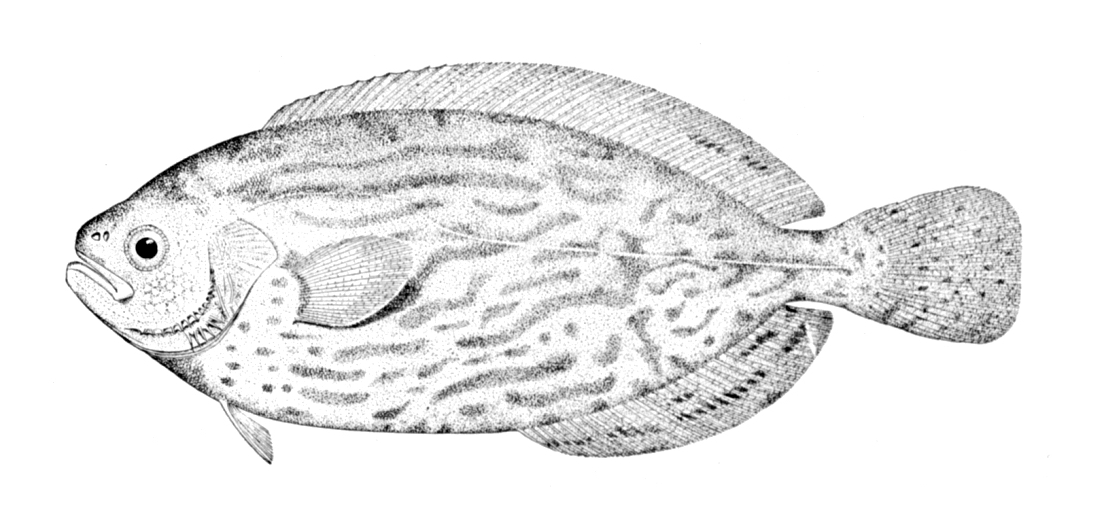
Schedophilus medusophagus

  - Schedophilus marmoratus Kner & Steindachner, 1867.
  - Schedophilus medusophagus (Cocco, 1839).
  - Schedophilus ovalis (Cuvier, 1833).
  - Schedophilus pemarco (Poll, 1959).
  - Schedophilus velaini (Sauvage, 1879).
- Genere Seriolella
  - Seriolella brama (Günther, 1860).
  - Seriolella caerulea Guichenot, 1848.
  - Seriolella porosa (Richardson, 1845).
  - Seriolella punctata (Forster, 1801).
  - Seriolella tinro Gavrilov, 1973.
  - Seriolella violacea Guichenot, 1848.
- Genere Tubbia
  - Tubbia tasmanica Whitley, 1943.